# 1944 год в авиации
Список событий в авиации в 1944 году.

## События
- 8 января — первый полёт американского реактивного истребителя F-80 Шутинг Стар.
- 6 мая — первый полёт японского палубного истребителя Mitsubishi A7M Reppuu.
- 8 июня — для нарушения железнодорожного сообщения на юге Франции, английской авиацией были применены бомбы Tallboy, которыми был повреждён железнодорожный тоннель вблизи г. Сомюр.
- 8 августа — первый полёт аргентинского учебного самолёта FMA I.Ae. 22 DL (Fábrica Militar de Aviones).
- 8 августа — первый полёт реактивного Junkers Ju 287, первого в мире бомбардировщика, на котором было применено крыло обратной стреловидности.
- 21 декабря — установлен рекорд скорости для самолётов с поршневым двигателем, Як-3 с двигателем ВК-108 скорость 745 км/ч (пилот В. Расторгуев).[1]

### Без точной даты
- Принятие на вооружение японского торпедоносца Aichi B7A Ryusei.

## Персоны

### Скончались
- 7 февраля — Астахов, Иван Михайлович, военный лётчик, командир эскадрильи 49-го истребительного авиационного полка (309-я истребительная авиационная дивизия, 1-я воздушная армия, Западный фронт), капитан, Герой Советского Союза (посмертно).
- 17 марта — Адонкин, Василий Семёнович, советский лётчик, участник Великой Отечественной войны, Герой Советского Союза.
- 20 июля — Бенделиани, Чичико Кайсарович, советский лётчик-истребитель, Герой Советского Союза.
- 30 июля — Поликарпов, Николай Николаевич, российский и советский авиаконструктор, глава ОКБ-51.
- 31 июля — Антуан де Сент-Экзюпери, французский писатель, поэт и профессиональный лётчик.
- 31 декабря — Владимир Григорьевич Ермолаев, советский авиаконструктор, генерал-майор инженерно-авиационной службы.